# 김충조
김충조(金忠兆, 1942년 8월 24일~)는 대한민국의 정치인이다. 제13·14·15·16·18대 국회의원을 지냈다.

## 약력
- 1942년 8월 24일 전남 여수시 국동 출생
- 여수남국민학교 졸업
- 여수서중학교 졸업
- 여수고등학교 졸업
- 고려대학교 법학과 졸업
- 1973년 소집면제 (고령)

## 경력
- 여순산업신보사 논설위원 · 사장
- 여흥장학회 회장
- 흥사단 전라남도 평의회 의원
- 한길 화랑 대표
- 전남 민주회복국민협의회 여수 · 여천 의장
- 민주헌정연구회 상임이사
- 민주쟁취국민운동 전남본부 공동의장

## 의정 활동
- 민주당 국회의원 (5선, 13대~16대 전남 여수시 지역구, 18대 비례대표)
- 국회 원내부총무 · 보건사회위원회 간사 · 예결위원 · 내무위원
- 국회 원내부총무 · 윤리위원 · 상공자원위원 · 내무위원
- 민주당 중앙정치연수원장 · 당무위원
- 김대중선생 살해미수납치사건 및 정치사찰 진상조사위원회 간사
- 국회 내무위 김대중 이사장 정치사찰 및 조계사 폭력사태 실태조사위 민주당 간사
- 새정치국민회의 창당주비위 부위원장
- 새정치국민회의 연수원장
- 국회 행정자치위원ㆍ새정치국민회의 당무위원
- 새정치국민회의 재해대책특별위원회 위원장
- 제15대 국회 윤리특별위원회 위원장
- 전국항운노조연맹 고문
- 한국동아리농구연맹 총재
- 자연공원협회 고문(현)
- 환경문화예술인 총연합회 고문
- 한국청소년운동연합 고문
- 국회 행정자치위원
- 한 · 스페인 의원친선협회 회장
- 새천년민주당 중앙위원회 의장ㆍ새천년민주당 당무위원
- 제16대 국회 예산결산특별위원회 위원장
- 국회 2010년 세계박람회 유치위원회 위원
- 새시대새정치연합청년회(연청) 특우회 회장
- 대한프로사진가협회 명예고문
- 여수고등학교 총동문회 회장 (제22대 · 제23대)
- 국회 공직자윤리위원회 부위원장
- (사단법인)동북아우의연맹 이사장
- 민주당 전국대의원대회 (전당대회) 의장
- (사단법인)백범정신실천 겨레연합 상임공동대표 (현)
- 민주당 대선후보 경선관리위원회 위원장
- 민주당 최고위원
- 국회 행정안전위원회 위원
- 국회 정치개혁특별위원회 위원장

## 어록
그는 "중앙선관위가 4대강 사업에 대한 의견 표명을 공직선거법 위반이라고 판단하며 종교.환경.시민단체 등의 발을 묶어놓고 있다"라고 비판하였다.

## 역대 선거 결과
|  | 11.51% |

|  | 14.16% |

|  | 82.10% |

|  | 70.56% |

|  | 75.80% |

|  | 55.47% |

|  | 29.09% |

|  | 25.17% |

|  | 5.74% |

## 소속 정당
| 소속 정당 | 소속 정당      | 소속 기간 | 비고           |
| --------- | -------------- | --------- | -------------- |
|           | 무소속         | 1981~1985 | 정계 입문      |
|           | 근로농민당     | 1985      | 입당           |
|           | 무소속         | 1985~1987 | 정당 해산      |
|           | 평화민주당     | 1987~1991 | 창당           |
|           | 신민주연합당   | 1991      | 당명 변경      |
|           | 민주당         | 1991~1995 | 합당           |
|           | 무소속         | 1995      | 탈당           |
|           | 새정치국민회의 | 1995~2000 | 창당           |
|           | 새천년민주당   | 2000~2005 | 합당           |
|           | 민주당         | 2005~2007 | 당명 변경      |
|           | 중도통합민주당 | 2007      | 합당           |
|           | 민주당         | 2007~2008 | 당명 변경      |
|           | 통합민주당     | 2008      | 합당           |
|           | 민주당         | 2008~2011 | 당명 변경      |
|           | 민주통합당     | 2011~2012 | 합당           |
|           | 무소속         | 2012~현재 | 탈당 정계 은퇴 |

## 같이 보기
- 여수시 (1988년 선거구)
- 여수시의 국회의원
- 대한민국 제18대 국회의원 선거 통합민주당 후보 목록#비례대표